# Chaetocnema baoshanica
Chaetocnema baoshanica  (лат.) — вид жуков-листоедов рода Chaetocnema трибы земляные блошки из подсемейства козявок (Galerucinae, Chrysomelidae). Юго-восточная Азия.  

## Распространение
Встречаются в Юго-восточной Азии (Китай, Yunnan, Baoshan).

## Описание
Длина 2,00—2,35 мм, ширина 0,90—1,05 мм. От близких видов (Chaetocnema kingpinensis) отличается комбинацией следующих признаков: наличие очень слабых плечевых каллусов и полных, но хрупких задних крыльев; отсутствует апикальный зубец эдеагуса; тёмные усики и ноги; пронотум и голова сетчатые. Переднеспинка и надкрылья бронзоватые. Антенномеры 8—11 коричневые, лапки и голени желтовато-коричневые, передние и средние бёдра темнокоричневые, задние бёдра почти чёрные. Голова гипогнатная (ротовые органы направлены вниз). Надкрылья покрыты несколькими рядами (6—8) многочисленных мелких точек — пунктур. Бока надкрылий выпуклые. Второй и третий вентриты слиты. Средние и задние голени с выемкой на наружной стороне перед вершиной. Переднеспинка без базальной бороздки. Вид был впервые описан в 2019 году в ходе ревизии ориентальной фауны рода Chaetocnema, которую провели энтомологи Александр Константинов (Systematic Entomology Laboratory, USDA, c/o Smithsonian Institution, National Museum of Natural History, Вашингтон, США) и его коллеги из Китая (Ruan Y., Yang X., Zhang M.) и Индии (Prathapan K. D.).